# إرارا
إرارا (بالبرتغالية: Irará‏)؛ مدينة تقع في ولاية باهيا في البرازيل، وهي مسقط رأس لاعب كرة القدم المحترف السابق ديدا.